# Лаборатория теории рынков и пространственной экономики НИУ ВШЭ
Центр теории рынков и пространственной экономики НИУ ВШЭ — международная исследовательская лаборатория под руководством бельгийского учёного Жака-Франсуа Тисса на базе Национального исследовательского университета «Высшая школа экономики». Лаборатория создана по итогам конкурса на привлечение учёных с мировым именем, объявленного Министерством образования и науки Российской Федерации. Основана 30 сентября 2011 года. В 2019 году лаборатория была переименована в Центр теории рынков и пространственной экономики.

## Направления деятельности
- пространственная экономика;
- новая экономическая география;
- региональная экономика;
- экономика интеграции и агломерации;
- межрегиональная и международная торговля.

Специализация научной деятельности лаборатории: экономическая теория; математические и инструментальные методы экономики.

## Сотрудники
Ведущий ученый - профессор Жак-Франсуа Тисс, бельгийский экономист, ординарный профессор Центра исследования операций и эконометрики.
Исполнители научного гранта:
- Старший научный сотрудник Евгений Владимирович Желободько (1973-2013) .
- Ведущий научный сотрудник Сергей Гелиевич Коковин .
- Ведущий научный сотрудник Кристиан Беренс .
- Ведущий научный сотрудник, генеральный директор АНО МЦСЭИ "Леонтьевский центр" Л.Э. Лимонов.
- Старший научный сотрудник Мэтьё Паренти
- Старший научный сотрудник Филипп Анатольевич Ущев
- Заведующий лабораторией Сергей Игоревич Кичко

В качестве ассоциированных сотрудников с центром теории рынков и пространственной экономики активно взаимодействуют ученые Парижской школы экономики, Российской экономической школы (Москва), Института математики СО РАН, а также Института экономики и организации промышленного производства СО РАН (Новосибирск), Института проблем энергетики СО РАН (Иркутск), Леонтьевского центра (Санкт-Петербург).

## Публикации
- Zhelobodko Evgeny, Sergey Kokovin, Mathieu Parenti, and Jacques-François Thisse.  "Monopolistic Competition: Beyond the CES" (журнал Econometrica, 2012).
- Ken-Ichi Shimomura, Jacques-Francois Thisse. "Competition Among the Big and the Small"  (журнал Rand Journal of Economics, 2012).
- Kristian Behrens, Alain Pholo-Bala. "Do rent-seeking and interregional transfers contribute to urban primacy in sub-Saharan Africa?" (журнал Papers in Regional Science, 2013).
- Alexander Sidorov, Evgeny Zhelobdoko. "International Trade and Agglomeration in Asymmetric World: Core-Periphery Approach" (журнал Review of Development Economics, 2013).
- Kristian Behrens, Grégory Corcos, Giordano Mion. "Trade crisis? What trade crisis?" (журнал Review of Economics and Statistics, 2013).
- Sergey Kichko, Sergey Kokovin, Evgeny Zhelobdoko. "Trade patterns and export pricing under non-CES preferences" (журнал Journal of International Economics, 2014).
- Francesco Di Comite, Jacques-Francois Thisse, Hylke Vandenbussche. "Verti-zontal differentiation in export markets" (журнал Journal of International Economics, 2014).
- Kristian Behrens, Gilles Duranton, Frederic Robert-Nicoud. "Productive cities: Agglomeration, selection and sorting" (журнал Journal of Political Economy, 2014).
- Kristian Behrens, Giordano Mion, Yasusada Murata and Jens Südekum. "Trade, wages, and productivity" (журнал International Economic Review, 2014).
- Kristian Behrens, Frederic Robert-Nicoud. "Survival of the ﬁttest in cities: Urbanisation and inequality" (журнал Economic Journal, 2014).
- Kristian Behrens, Yoshitsugu Kanemoto, and Yasusada Murata. "The Henry George Theorem in a second-best world" (журнал Journal of Urban Economics, 2015).
- Philip Ushchev, Igor Sloev, and Jacques-Francois Thisse. "Do we go shopping downtown or in the `burbs?" (журнал Journal of Urban Economics, 2015).
- Maxim Goryunov and Sergey Kokovin. "Vanishing Cities:" Can Urban Costs Explain Deindustrialization?" (журнал Papers in Regional Science, 2015).